# Linotte de Warsangli
Linaria johannis
Espèce
Statut de conservation UICN

 EN B1ab(iii); : En danger
 C2a(ii) 
La Linotte de Warsangli (Linaria johannis, anciennement Carduelis johannis) ou Linotte de Somalie, est une espèce de passereaux de la famille des Fringillidae.

## Répartition
Somalie du nord-est, se reproduit principalement dans les montagnes des régions de Warsangli et Mijjertein.

## Habitat
La linotte de Somalie est inféodée à la forêt sempervirente de Juniperus procera, Olea chrysophylla, Dodonaea viscosa, Cadia purpurea, Cadia purpurea et Sideroxylon buxifolium  avec, par endroits, un sous-bois dense de sauges Salvia sp. mais elle fréquente aussi des zones rocailleuses et plus dénudées, piquetées seulement de quelques buissons de montagne.

## Alimentation
Les estomacs des oiseaux collectés par Williams (1956) contenaient des graines de plantes herbacées et de buissons notamment du genre Salvia avec quelques particules de sable.
Les photos de John Miskell, reproduites dans le livre de M. Ottaviani (2011), prises en janvier 2000 dans la réserve de Daloh à Erigavo au nord de Ceerigaabo, montrent un mâle puis une femelle se nourrissant sur une sauge de Somalie Salvia somaliensis, lamiacée.

## Statut
Ash & Miskell (1998) ont qualifié cette espèce de « commune mais très localisée ». Selon BirdLife International (2010), elle présente une aire de distribution très réduite et une population supposée très faible. En vertu du principe de précaution et dans l’attente d’une meilleure connaissance de ses exigences écologiques, sa population présumée sur le déclin, estimée entre 250 et 999 individus sur une aire de distribution de 2400 km², est considérée comme « en danger ».

## Menaces
La destruction des massifs forestiers notamment à Daloh (bûcheronnage illégal, pâturage des troupeaux, feux de brousse) laissant place à des zones fortement dénudées constitue un réel danger pour l’espèce. Par ailleurs, la crise politique majeure en Somalie empêche toute étude de terrain indispensable à l’évaluation des conditions écologiques. Un certain éclaircissage de la forêt peut être bénéfique à l’espèce mais sa destruction totale est tout à fait préjudiciable et entraînera sa disparition (BirdLife International 2010).

## Mesures de conservation
Ash & Miskell (1981) proposent d’entreprendre des études afin de déterminer le statut, la distribution et la biologie de reproduction en fonction des transformations de l’habitat apportées par l’homme. Un agrandissement important de la réserve naturelle de Daloh a été proposé. Il consiste en une extension de 80 000 ha d’une strate herbeuse et buissonneuse d’Acacia-Commiphora, 80 000 ha d’un buis sempervirent Buxus hildebrandtii et d’une formation semi-persistante de buissons et de broussailles, 8 000 ha de végétation de montagne et 3000 ha de mangrove sur la côte nord. Ce site est le dernier bastion où l’espèce n’est pas si rare dans les zones clairsemées à la périphérie de la forêt. Il a donc été proposé de le classer en parc national (BirdLife International 2010).